# Aeroporto di Barnaul
L'aeroporto Internazionale di Barnaul (IATA: BAX, ICAO: UNBB) (in russo Международный Аэропорт Барнаул) è un aeroporto situato vicino a Barnaul, il capitale dell'Kraj di Altaj, a sud dell'Oblast' di Novosibirsk, in Russia. L'aeroporto è denominato anche l'aeroporto di Barnaul o l'aeroporto di Barnaul-Michailovka.

## Storia
- 27 ottobre 1937 - la creazione del Distaccamento Aereo Unito di Barnaul.
- Marzo 1967 - l'apertura del Terminal Passeggeri moderno con la nuova pista aeroportuale, un albergo e con il complesso di manutenzione degli aerei e degli elicotteri.
- 1995 - l'aeroporto di Barnaul diventò uno scalo internazionale.
- 16 novembre 2010 - l'aeroporto di Barnaul è stato certificato per la manutenzione, l'atterraggio/decollo degli aerei cargo Antonov An-124-100 Ruslan. Il primo An-124-100 della russa Volga-Dnepr proveniente dall'aeroporto di Bargam (Afghanistan) e diretto all'aeroporto di Irkutsk (Russia) ha effettuato l'atterraggio alle ore 23:54 (ora locale) a Barnaul. La certificazione della pista e la preparazione delle infrastrutture necessarie e del personale per le operazioni di manutenzione degli aerei An-124 sono stati effettuati da parte della compagnia Altaj Airlines che gestisce lo scalo aereo.[1]

## Strategia
L'aeroporto di Barnaul è uno degli scali aeroportuali civili importanti a sud della Siberia occidentale ed il maggiore aeroporto civile del territorio di Altaj. Attualmente l'aeroporto di Barnaul è aperto per tutti tipi di voli nazionali, locali ed internazionali.
Entro il 2012 all'aeroporto è previsto l'ampliamento del Terminal Passeggeri Nazionale, la costruzione del Terminal Cargo e la ricostruzione dell'albergo.

## Dati di traffico
Fonte: ООО "НОВАПОРТ"

## Dati meteorologiche
Le condizioni climatiche nella regione presentano temperature che oscillano tra i -30 °C ed i +30 °C.

## Dati tecnici
L'aeroporto di Barnaul è dotato di una pista attiva. La lunghezza della pista attiva è di 2 850 m x 50 m. La pista dell'aeroporto è dotata del sistema PAPI ed è aperta 24 ore al giorno.
L'aeroporto è equipaggiato per la manutenzione, l'atterraggio/decollo degli aerei: Airbus A310, Airbus A319/A320, Antonov An-12, Antonov An-24, Antonov An-26, Antonov An-28, Antonov An-32, Antonov An-72, Antonov An-74, Antonov An-148, Antonov An-124 Ruslan, Boeing 737, Boeing 747-400/-800, Boeing 757, Boeing 767, Tupolev Tu-154, Tupolev Tu-204, Tupolev Tu-214, Ilyushin Il-18, Ilyushin Il-62M, Ilyushin Il-76, Ilyushin Il-86/87, Yakovlev Yak-40, Yakovlev Yak-42, Pilatus PC-12 e degli elicotteri di tutti i tipi.

## Terminal
Terminal passeggeri
L'aeroporto di Barnaul ha aperto nel 2008 il Terminal passeggeri per gli arrivi dei voli passeggeri che permette di automatizzare la procedura della consegna dei bagagli aumentando la capacità del Terminal per il transito di 600 passeggeri/ora. Il Terminal dispone di un sistema di condizionamento d'aria, della sala d'attesa per i passeggeri in partenza e della sala d'attesa per i passeggeri in arrivo, delle biglietterie delle compagnie aeree russe che operano i voli di linea a Barnaul e di un bar. Il Terminal ospita la polizia di frontiera, la dogana ed i servizi sanitari ed igienici.
Terminal business
Nel settembre del 2012 all'aeroporto di Barnaul è stato aperto il Terminal business per i voli dell'aviazione generale con una superficie di 800 metri quadri con una sala per le delegazioni ufficiali, una sala business ed una sala VIP.

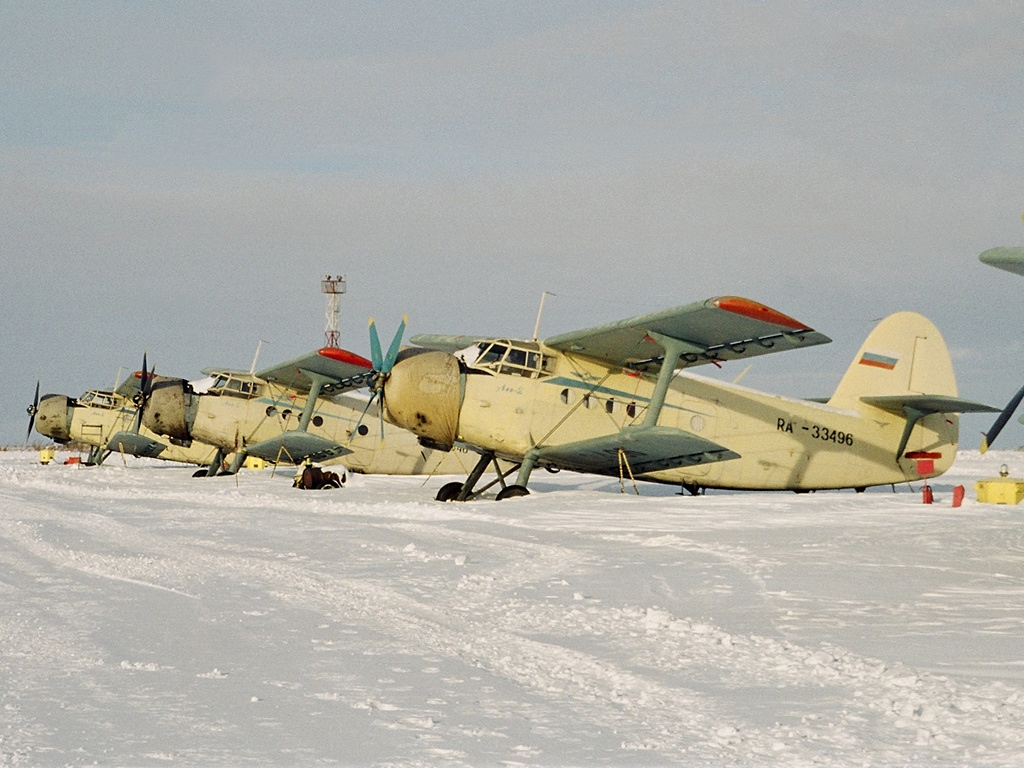
Gli aerei Antonov An-2 nella livrea della Altaj Airlines all'aeroporto di Barnaul.

## Collegamenti con Barnaul

### Auto
L'aeroporto di Barnaul si trova 17 km dal centro di città e di fatto a 9 km dal distretto di Barnaul più vicino. L'aeroporto è facilmente raggiungibile percorrendo la strada statale per la città di Barnaul. Il tempo di percorrenza dipende dal traffico, in particolare la mattina dall'aeroporto e la sera dalla città il tempo di percorrenza aumenta da circa 30 minuti a 60 minuti.

### Taxi
L'aeroporto è servito da numerosi taxi che permettono di raggiungere facilmente le principali città del territorio dell'Altaj. La tariffa per i taxi per raggiungere il centro di Barnaul è di circa 500 RUR.

### Bus di linea
L'aeroporto è collegato con due linee navetta (115, 144) del servizio pubblico con la Stazione di Barnaul delle Ferrovie russe e con l'Autostazione di Barnaul. Inoltre, i passeggeri di alcuni compagnie aeree vengono trasportati al centro con bus gratuiti.